# Nomada gracilicornis
Nomada gracilicornis är en biart som beskrevs av Morawitz 1895. Nomada gracilicornis ingår i släktet gökbin, och familjen långtungebin. Inga underarter finns listade i Catalogue of Life.